# Eduard Pochmann
Eduard Pochmann (* 17. November 1839 in Dresden; † Anfang 1904) war ein deutscher Theaterschauspieler und -regisseur.

## Leben
Er betrat am 16. Mai 1862 zum ersten Mal die Bühne zusammen mit seinem Bruder Ferdinand. Nachdem Pochmann an mehreren Bühnen, darunter von 1877 bis 1880 am Stadttheater in Augsburg und 1880 bis 1884 in Graz gewirkt hatte, kam er ans Hamburger Stadttheater, woselbst der Künstler seit dieser Zeit als Darsteller wie Regisseur tätig war. Namentlich verdient seine langjährige, außerordentlich bewährte Wirksamkeit als Regisseur rühmende Erwähnung. Seine darstellerische Tätigkeit übte er nicht mehr aus. Früher waren es Bonvivants und Helden, sodann Heldenväter und Charakterrollen, die ihm Anerkennung verschafften („Egmont“, „Essex“, „Bollingbroke“, „Verrina“ etc.).